# Владиславівка (станція)
Владисла́вівка (крим. Vladıslavivka) — вузлова вантажно-пасажирська залізнична станція Кримської дирекції Придніпровської залізниці на розгалуженні ліній Джанкой — Владиславівка, Владиславівка — Феодосія та Владиславівка — Крим.
Розташована в селі Владиславівка Феодосійського району Автономної Республіки Крим між станціями 113 км (12 км), Іслям-Терек (14 км) та Петрове (15 км).
На станції є зал очікування, каси продажу квитків приміського та далекого сполучення, камера схову, багажне відділення.
Станом на початок 2014 року на станції зупиняються потяги далекого сполучення та місцеві поїзди. Станом на березень 2017 р. зупиняються лише приміські поїзди.